# Mangrovejuveltrast
Mangrovejuveltrast (Pitta megarhyncha) är en fågel i familjen juveltrastar inom ordningen tättingar. Den förekommer i sydöstra Asien från Bangladesh till Sumatra i Indonesien. Arten är fåtalig och minskar i antal. IUCN kategoriserar den som nära hotad.

## Utseende och läten
Mangrovejuveltrasten är en 20 cm lång fågel, liksom övriga juveltrastar en kompakt, kortstjärtad fågel med kraftig näbb. Den liknar indisk juveltrast med svart ögonmask, vit strupe, beige undersida och röd undergump samt ovan grön mantel, blå stjärt och övergump och blått inslag i vingen. Mangrovejuveltrasten har dock större och kraftigare näbb, enfärgat rostbrun hjässa med ett smalt beigefärgat ögonbrynsstreck och djupare blå vingtäckare och övergump. Det högljudda, diftongerade lätet återges i engelsk litteratur som "tae-laew".

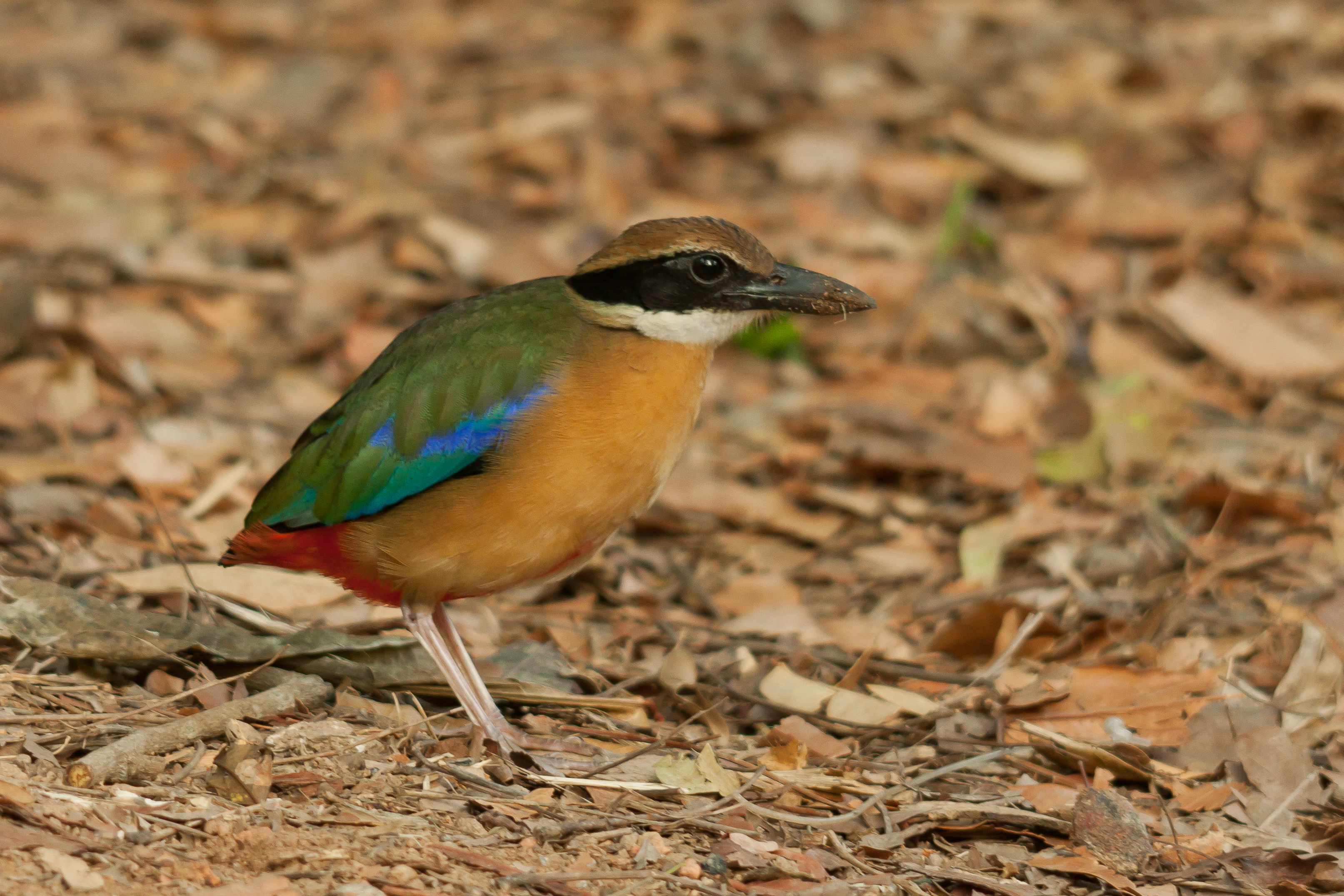

## Utbredning och systematik
Mangrovejuveltrasten förekommer från södra Bangladesh till Malackahalvön och Sumatra samt öarna Bangka och Kepulauan Riau. Den behandlas som monotypisk, det vill säga att den inte delas in i några underarter. 
Mangrovejuveltrasten behandlas ibland som en underart till blåvingad juveltrast (Pitta moluccensis), men skiljer sig utseendemässigt, i beteende och ekologi och verkar inte hybridisera där utbredningsområdena möts.

## Levnadssätt
Mangrovejuveltrasten hittas som namnet avslöjar i kustnära mangroveskogar, men även i mangrove och stånd med Nypa fruticans utmed av tidvatten påverkade floder samt i sötvattenssumpskog. Den livnär sig på kräftdjur, mollusker och marklevande insekter som den fångar i torrare lera vid mangroveträdens fötter. Häckning har noterats mellan maj och juni.

## Status
Mangrovejuveltrasten är en fåtalig art vars habitat är mycket begränsad i sin utbredning, varför världsbeståndet tros vara relativt litet. Den tros också minska förhållandevis kraftigt i antal till följd av habitatförlust. Internationella naturvårdsunionen IUCN listar den som nära hotad.